# Real (moeda brasileira)
O Real, (ISO 4217: BRL, abreviado como R$) oficialmente Real Brasileiro, é a moeda corrente oficial do Brasil. Após sucessivas trocas monetárias, o Brasil adotou o real em 1.º de julho de 1994, que, aliado à drástica queda das taxas de inflação, constituiu uma moeda estável para o país. Foi implantado no mandato do presidente Itamar Franco, sob o comando do então ministro da Fazenda, Fernando Henrique Cardoso, depois eleito presidente da República. Quando o Real foi lançado, em 1.º de julho, o ministro da Fazenda já era Rubens Ricupero, uma vez que FHC já tinha saído para desincompatibilizar-se e ter o direito de se candidatar a Presidente da República.
O real é a 13.ª moeda mais negociada no mundo, é a segunda mais negociada na América Latina e quarta mais negociada nas Américas. Estima-se que hoje existam mais de oito milhões de moedas perdidas do real. O real é a moeda oficial brasileira, porém, o Banco Central do Brasil permite circulação de moedas privadas e moedas sociais no país, emitidas por bancos comunitários, desde que estas circulem apenas localmente e, sejam lastreadas pela moeda oficial. Portanto, para cada moeda privada/social emitida, o banco comunitário emissor deve possuir R$ 1,00 em caixa.
No dia 2 de setembro de 2020, entrou em circulação a nova cédula, no valor de R$ 200,00, a qual é de maior valor em circulação. A justificativa para tal valor foi o chamado "entesouramento" de dinheiro em espécie feito pelas pessoas durante a pandemia de COVID-19, ou seja, menor circulação de cédulas.

## História
Surgido de uma conjuntura de descontrole da inflação que gerava instabilidade econômica, pretendia-se uma moeda mais forte e merecedora de mais confiança do que suas predecessoras, filhas de outros planos econômicos que não vingaram. O nome escolhido, "real", coincide com o nome da primeira moeda do Brasil (plural: réis), moeda essa utilizada pelo império de Portugal em todas as suas colônias.
Diferentemente das moedas que haviam circulado anteriormente, o real não traz na sua nota personalidades da história nacional, mas sim animais da fauna brasileira. A explicação é a que famílias das pessoas homenageadas nas notas, como a de Mário de Andrade, já haviam reclamado das homenagens. Além disso, como a moeda precisava ser cunhada rapidamente, e não havia tempo hábil para negociar com as famílias, optou-se pela solução mais rápida: os animais. Diversas opções foram pensadas, tais como a piranha, o tucunaré, o lambari e o lobo-guará. Por fim, foram escolhidos o beija-flor, garça, arara, onça-pintada e a garoupa.
O Real fora concebido em três fases, a partir de meados de 1993: primeiro, um plano de ajuste fiscal, com o Plano de Ação Imediata (PAI) e, posteriormente, o Fundo Social de Emergência (FSE), que, além de desvincular obrigações da União para com os demais entes da Federação, previstas na Constituição de 1988, desejava, segundo as palavras do governo, criar um dispositivo que financiasse programas sociais (daí origina-se o nome do fundo); segundo, a criação da Unidade Real de Valor (URV), que tinha como papel servir apenas como unidade de conta, enquanto o Cruzeiro Real permanecia em circulação, como unidade de valor e meio de pagamento; e, por último, a partir de 1.º de julho de 1994, entra em operação a moeda Real, que, finalmente, substituiria o Cruzeiro Real nas suas duas funções remanescentes.
A moeda foi criada pela Medida Provisória que instituiu o Plano Real, inicialmente em regime cambial fixo em relação a um conjunto de moedas liderado pelo dólar dos Estados Unidos. Isto significava que o real tinha um teto e um piso previamente definido para que o valor da moeda flutuasse. Caso a cotação chegasse ao teto, o Governo se comprometia a vender dólares e forçar queda de cotação. O inverso acontecia quando a cotação atingia o piso. Contudo, surpreendendo muitos, o real valorizou-se logo após ser lançado. Depois de um curto período de valorização no final de 1994 e início de 1995, quando real chegou a valer 1,20 USD (câmbio comercial, 31 de março de 1995), o controle do Banco Central resultou numa desvalorização gradual da moeda, de 1 R$: 1 USD em 1995 para cerca de 1,2: 1 no final de 1998.
Em janeiro de 1999, entretanto, a crise financeira decorrida da crise financeira asiática em 1997, da quebra da Rússia em 1998, e da crise financeira argentina, levou o Banco Central do Brasil a abandonar o modelo de câmbio semifixo e a deixar o câmbio flutuar livremente.  A súbita desvalorização do real no início de 1999, de 1,2: 1 para quase 2,0: 1 marcou o fim da absoluta previsibilidade do câmbio. Entre 1999 e 2003 o câmbio evoluiu de maneira irregular mas geralmente no sentido de desvalorização, atingindo a cotação mínima de 3,9 R$: 1 USD no final de 2002. Em seguida a tendência geral se inverteu, e em 2006 o câmbio havia retornado ao patamar de 2,2: 1. Desde essa época o câmbio flutuou ao redor de 2 reais para 1 dólar até meados de 2015. Em 28 de julho de 2023, a divisa atingia o valor de R$ 5,72, utilizando-se da cotação PTAX.

### Plano Real
Plano Real foi um programa brasileiro com o objetivo de estabilização e reformas econômicas, iniciado em 27 de fevereiro de 1994 com a publicação da medida provisória número 434, implantado no governo Itamar Franco. Tal medida provisória instituiu a Unidade Real de Valor (URV), estabeleceu regras de conversão e uso de valores monetários, iniciou a desindexação da economia, e determinou o lançamento de uma nova moeda, o real.
O programa foi a mais ampla medida econômica já realizada no Brasil e tinha como objetivo principal o controle da hiperinflação que assolava o país. Utilizou-se de diversos instrumentos econômicos e políticos para a redução da inflação que chegou a 46,58% ao mês em junho de 1994, época do lançamento da nova moeda. A idealização do projeto, a elaboração das medidas do governo e a execução das reformas econômica e monetária contaram com a contribuição de vários economistas, reunidos pelo então Ministro da Fazenda Fernando Henrique Cardoso.
O presidente Itamar Franco autorizou que os trabalhos se dessem de maneira irrestrita e na máxima extensão necessária para o êxito do plano, o que tornou o Ministro da Fazenda no homem mais forte e poderoso de seu governo, e o candidato natural à sua sucessão. Assim, Fernando Henrique, que estivera à frente do Ministério entre maio de 1993 e março de 1994, elegeu-se Presidente do Brasil em outubro do mesmo ano.

### Primeira família
A cédula de um real deixou de ser produzida no final de 2005, entretanto continua em circulação. As demais cédulas de real continuaram sendo produzidas normalmente pela Casa da Moeda. Em julho de 2024, as primeiras notas de real emitidas no país saíram de circulação.
As cédulas de 2 e 20 reais foram lançadas em 2001 e 2002 respectivamente, para segundo o Banco Central gastar menos da produção de notas, ampliar as variedades de cédulas e facilitar o troco. Antes disso apenas circulavam no Brasil apenas as cédulas nos valores de R$ 1,00, R$ 5,00, R$ 10,00, R$ 50,00 e R$ 100,00.
Vale ressaltar que todas as cédulas da 1.ª Família do Real continuam valendo, sendo substituídas gradualmente pelas suas versões mais recentes.
| Anverso | Reverso | Valor     | Descrição | Período de Produção |
| ------- | ------- | --------- | --- | ------------------- |
|         |         | 1 real    | Frente: Efígie da República, interpretada como uma escultura. Verso: Beija-flor. Dimensões: 140 x 65 mm.         | 1994-2005           |
|         |         | 2 reais   | Frente: Efígie da República, interpretada como uma escultura. Verso: Tartaruga-de-pente. Dimensões: 140 x 65 mm. | 2001-2013           |
|         |         | 5 reais   | Frente: Efígie da República, interpretada como uma escultura. Verso: Garça Dimensões: 140 x 65 mm.               | 1994-2013           |
|         |         | 10 reais  | Frente: Efígie da República, interpretada como uma escultura. Verso: Arara Dimensões: 140 x 65 mm.               | 1994-2012           |
|         |         | 20 reais  | Frente: Efígie da República, interpretada como uma escultura. Verso: Mico-leão-dourado Dimensões: 140 x 65 mm.   | 2002-2012           |
|         |         | 50 reais  | Frente: Efígie da República, interpretada como uma escultura. Verso: Onça-pintada Dimensões: 140 x 65 mm.        | 1994-2010           |
|         |         | 100 reais | Frente: Efígie da República, interpretada como uma escultura. Verso: Garoupa Dimensões: 140 x 65 mm.             | 1994-2010           |

### Segunda família
No dia 3 de fevereiro de 2010, o Banco Central anunciou que lançaria a segunda família das notas do real. As cédulas passaram a ter tamanhos diferentes, aumentando de acordo com o seu valor, além de novos elementos de segurança e marcas táteis em relevo. As mudanças, segundo o Banco Central, ocorreram para deixar o real uma moeda mais forte e segura, preparando-a para demanda de uso internacional, devido ao fortalecimento da economia brasileira. A moeda começou a ser fabricada pela Casa da Moeda em agosto de 2010. As notas de R$ 50,00 e de R$ 100,00 começaram a circular no dia 13 de dezembro de 2010.  As notas de R$ 20,00 e R$ 10,00, entraram em circulação a partir de 23 de julho de 2012, e as de R$ 5,00 e R$ 2,00 em 29 de julho de 2013. Em 29 de julho de 2020, o Banco Central anunciou o lançamento da nota de duzentos reais, com a escolha do lobo-guará para estampa do verso; a nova nota foi apresentada pelo BC no dia 2 de setembro do mesmo ano.
| Anverso | Reverso | Valor     | Descrição | Circulação |
| ------- | ------- | --------- | --- | ---------- |
|         |         | 2 reais   | Frente: Efígie da República, interpretada como uma escultura. Verso: Tartaruga-de-pente Dimensões: 121 x 65 mm. | 2013–atual |
|         |         | 5 reais   | Frente: Efígie da República, interpretada como uma escultura. Verso: Garça Dimensões: 128 x 65 mm.              | 2013–atual |
|         |         | 10 reais  | Frente: Efígie da República, interpretada como uma escultura. Verso: Arara Dimensões: 135 x 65 mm.              | 2012–atual |
|         |         | 20 reais  | Frente: Efígie da República, interpretada como uma escultura. Verso: Mico-leão-dourado Dimensões: 142 x 65 mm.  | 2012–atual |
|         |         | 50 reais  | Frente: Efígie da República, interpretada como uma escultura. Verso: Onça-pintada Dimensões: 149 x 70 mm.       | 2010–atual |
|         |         | 100 reais | Frente: Efígie da República, interpretada como uma escultura. Verso: Garoupa-verdadeira Dimensões: 156 x 70 mm. | 2010–atual |
|         |         | 200 reais | Frente: Efígie da República, interpretada como uma escultura. Verso: Lobo-guará Dimensões: 142 x 65 mm.         | 2020–atual |

### Cédula comemorativa
Em 24 de abril de 2000 foi lançada uma cédula comemorativa de 10 reais, contendo a efígie de Pedro Álvares Cabral, o mapa "Terra Brasilis", um trecho da carta de Pero Vaz de Caminha e uma rosa dos ventos, além de cinco naus da expedição de Cabral, elementos decorativos de azulejos portugueses, linhas sinuosas e representações da Cruz da Ordem de Cristo, todos temas alusivos ao Descobrimento do Brasil.
| Anverso | Reverso | Valor    | Ano  | Material            | Descrição |
| ------- | ------- | -------- | ---- | ------------------- | --- |
|         |         | 10 reais | 2000 | Polímero (plástico) | Frente: Efígie de Pedro Álvares Cabral, descobridor do Brasil. Reverso: Versão estilizada do mapa do Brasil, com quadros ressaltando a pluralidade étnica e cultural do país. |

## Moedas

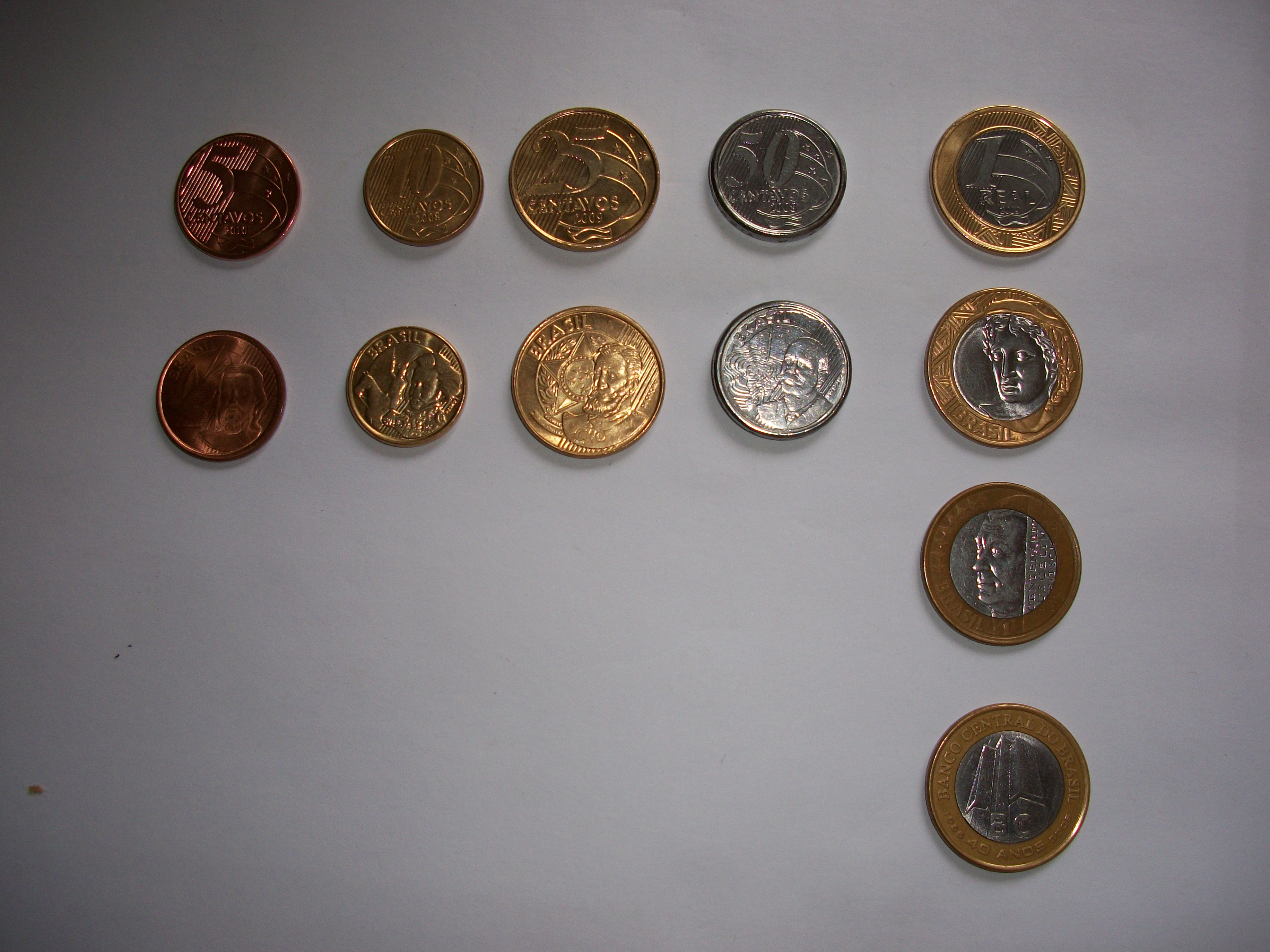
Segunda família de moedas do real

Estão em circulação duas famílias de moedas do real, a primeira emitida de 1994 a 1997 é toda em aço inoxidável e a segunda é composta de tipos diferenciados de metal e acabamento para facilitar a identificação.
Após a adoção do real, na tentativa de se facilitar o troco, foi colocada em circulação no dia 30 de setembro de 1994 a moeda de 25 centavos, então inédita no Brasil, uma vez que nos padrões anteriores a moeda intermediária entre os valores de 10 e 50 centavos tinha o valor de 20 centavos.
Uma das curiosidades desta moeda e que a destaca das demais é o fato dela ter um campo heptagonal inscrito na circunferência da moeda, além do anverso o valor sobre uma alegoria em ondas e reverso com a efígie representativa da República, ladeada pela inscrição "BRASIL".
Na parte inferior, há o ano de cunhagem.

### Primeira família
A primeira família é composta de um anverso-padrão, contendo o valor entre ramos de louro estilizados e o ano da cunhagem. O reverso possui a Efígie da República ao lado de ramo de louros. Abaixo da alegoria há o dístico "BRASIL", presente em todas as moedas desde o século XVII.
Todas as moedas continuam em circulação, exceto as de um real de aço inoxidável, que foram retiradas em 23 de dezembro de 2003 devido a alto índice de falsificações.
| Cara | Coroa       | Valor | Descrição |
| ---- | ----------- | --- | --- |
|      |             | 1 centavo | Metal: Aço inoxidável (borda lisa). Anverso: À direita, a efígie representativa da República, ladeada por representação estilizada de ramo de louros. Na parte inferior, a inscrição "BRASIL". Reverso: Inscrição indicativa de valor, ladeada por ramos de louros. Abaixo, os dísticos "centavo" e o correspondente ao ano de cunhagem. Obs.: A moeda de um centavo deixou de ser fabricada pela Casa da Moeda do Brasil em dezembro de 2004] |
|      | 5 centavos  | Metal: Aço inoxidável (borda lisa). Anverso: À direita, a efígie representativa da República, ladeada por representação estilizada de ramo de louros. Na parte inferior, a inscrição "BRASIL". Reverso: Inscrição indicativa de valor, ladeada por ramos de louros. Abaixo, os dísticos "centavos" e o correspondente ao ano de cunhagem.                                                                    | |
|      | 10 centavos | Metal: Aço inoxidável (borda lisa). Anverso: À direita, a efígie representativa da República, ladeada por representação estilizada de ramo de louros. Na parte inferior, a inscrição "BRASIL". Reverso: Inscrição indicativa de valor, ladeada por ramos de louros. Abaixo, os dísticos "centavos" e o correspondente ao ano de cunhagem. Obs.: Há uma edição comemorativa do 50 anos da FAO para esta moeda | |
|      |             | 25 centavos | Metal: Aço inoxidável (borda lisa). Anverso: No centro, a efígie representativa da República, ladeada pela inscrição "BRASIL". Na parte inferior, dístico correspondente ao ano de cunhagem. Reverso: Linhas sinuosas de fundo dão destaque ao dístico correspondente ao valor facial, seguido do dístico "centavos". Obs.: Há uma edição comemorativa do 50 anos da FAO para esta moeda.                                                      |
|      |             | 50 centavos | Metal: Aço inoxidável (borda lisa). Anverso: À direita, a efígie representativa da República, ladeada por representação estilizada de ramo de louros. Na parte inferior, a inscrição "BRASIL". Reverso: Inscrição indicativa de valor, ladeada por ramos de louros. Abaixo, os dísticos "centavos" e o correspondente ao ano de cunhagem. |
|      | 1 real      | Metal: Aço inoxidável (borda lisa). Anverso: À direita, a efígie representativa da República, ladeada por representação estilizada de ramo de louros. Na parte inferior, a inscrição "BRASIL". Reverso: Inscrição indicativa de valor, ladeada por ramos de louros. Abaixo, os dísticos "real" e o correspondente ao ano de cunhagem. Obs.: Essa moeda saiu de circulação em 23 de dezembro de 2003.         | |

### Segunda família
A segunda família teve o desenho escolhido pela população em concurso realizado pelo Banco Central e foi concebida pela Casa da Moeda do Brasil. Todas as moedas estão em circulação.
O anverso segue um padrão comum a todas as moedas, composto do valor e alegoria estilizada em alusão à Bandeira Nacional. Abaixo, em baixo relevo, é indicado o ano da cunhagem.
| Cara | Coroa | Valor       | Descrição |
| ---- | ----- | ----------- | --- |
|      |       | 1 centavo   | Metal: Aço revestido com cobre (borda lisa). Reverso: Pedro Álvares Cabral, navegador português responsável pelo descobrimento do Brasil, e caravela portuguesa. Obs.: A moeda de um centavo deixou de ser fabricada pela Casa da Moeda do Brasil em dezembro de 2004.      |
|      |       | 5 centavos  | Metal: Aço revestido com cobre (borda lisa). Reverso: Tiradentes, triângulo representando a bandeira do movimento que viria a ser conhecido como Inconfidência Mineira, atual bandeira do estado de Minas Gerais.                                                           |
|      |       | 10 centavos | Metal: Aço revestido com bronze (borda serrilhada). Reverso: Imperador D. Pedro I reproduzindo o fato histórico do Grito do Ipiranga, marco oficial da Independência do Brasil, baseado na pintura a óleo de Pedro Américo.                                                 |
|      |       | 25 centavos | Metal: Aço revestido com bronze (borda serrilhada). Reverso: Marechal Deodoro da Fonseca, 1º Presidente do Brasil, e Armas Nacionais da República Federativa do Brasil. |
|      |       | 50 centavos | Metal: 1998–2001: Cuproníquel; 2002–: Aço inoxidável (ambas com inscrição na borda "ORDEM E PROGRESSO"). Reverso: Barão do Rio Branco, diplomata responsável pela definição das fronteiras do Brasil, e alegoria representando seu feito.                                   |
|      |       | 1 real      | Metal: 1998–2001: cuproníquel (núcleo) e alpaca (anel); 2002–: aço inoxidável (núcleo) e aço revestido de bronze (anel) (ambas com serrilha intermitente na borda). Reverso: Efígie da República, interpretada como uma escultura, alegorias marajoaras e dístico "BRASIL". |

### Moedas comemorativas
O real possui várias emissões de moedas comemorativas. Elas se dividem em dois tipos, de circulação comum e especiais em estojo, voltada para colecionadores.
| Imagem | Valor       | Ano  | Metal                                                    | Acabamento       | Tema                                                 |
| ------ | ----------- | ---- | -------------------------------------------------------- | ---------------- | ---------------------------------------------------- |
|        | 2 reais     | 1994 | Prata 925                                                | Proof            | 300 anos da Casa da Moeda                            |
|        | 4 reais     | 1994 | Prata 925                                                | Proof            | Tetracampeonato de Futebol                           |
|        | 20 reais    | 1994 | Ouro 900                                                 | Proof            | Tetracampeonato de Futebol                           |
|        | 3 reais     | 1995 | Prata 925                                                | Proof            | 30 anos do Banco Central do Brasil                   |
|        | 10 centavos | 1995 | Aço inoxidável                                           | Circulação comum | 50 anos da FAO                                       |
|        | 25 centavos | 1995 | Aço inoxidável                                           | Circulação comum | 50 anos da FAO                                       |
|        | 2 reais     | 1995 | Prata 925                                                | Proof            | Homenagem a Ayrton Senna                             |
|        | 20 reais    | 1995 | Ouro 900                                                 | Proof            | Homenagem a Ayrton Senna                             |
|        | 3 reais     | 1997 | Prata 925                                                | Proof            | Centenário da Cidade de Belo Horizonte               |
|        | 1 real      | 1998 | Alpaca e cuproníquel (bimetálica)                        | Circulação comum | 50 anos da Declaração Universal dos Direitos Humanos |
|        | 5 reais     | 2000 | Prata 999                                                | Proof            | 500 anos do descobrimento do Brasil                  |
|        | 20 reais    | 2000 | Ouro 900                                                 | Proof            | 500 anos do descobrimento do Brasil                  |
|        | 1 real      | 2002 | Aço inoxidável (núcleo) e aço revestido de bronze (anel) | Circulação comum | Centenário de Juscelino Kubitschek                   |
|        | 2 reais     | 2002 | Prata 999                                                | Proof            | Centenário de Juscelino Kubitschek                   |
|        | 20 reais    | 2002 | Ouro 900                                                 | Proof            | Centenário de Juscelino Kubitschek                   |
|        | 5 reais     | 2002 | Prata 999                                                | Proof            | Pentacampeonato Mundial de Futebol                   |
|        | 20 reais    | 2002 | Ouro 900                                                 | Proof            | Pentacampeonato Mundial de Futebol                   |
|        | 2 reais     | 2002 | Prata 999                                                | Proof            | Centenário de Carlos Drummond de Andrade             |
|        | 20 reais    | 2002 | Ouro 900                                                 | Proof            | Centenário de Carlos Drummond de Andrade             |
|        | 2 reais     | 2003 | Prata] 925                                               | Proof            | Centenário de Ary Barroso                            |
|        | 20 reais    | 2003 | Ouro 900                                                 | Proof            | Centenário de Ary Barroso                            |
|        | 2 reais     | 2003 | Prata 925                                                | Proof            | Centenário de Candido Portinari                      |
|        | 2 reais     | 2004 | Prata 925                                                | Proof            | Centenário da FIFA                                   |
|        | 20 reais    | 2004 | Ouro 900                                                 | Proof            | Centenário da FIFA                                   |
|        | 1 real      | 2005 | Aço inoxidável (núcleo) e aço revestido de bronze (anel) | Circulação comum | 40 anos do Banco Central do Brasil                   |
|        | 2 reais     | 2006 | Prata 925                                                | Proof            | 100 anos do voo do 14-bis                            |
|        | 2 reais     | 2007 | Cuproníquel                                              | Proof            | XV edição dos Jogos Pan-Americanos                   |
|        | 5 reais     | 2007 | Prata 925                                                | Proof            | XV edição dos Jogos Pan-Americanos                   |
|        | 5 reais     | 2008 | Prata 925/1000                                           | Proof            | 200 da chegada da Família Real ao Brasil             |
|        | 2 reais     | 2008 | Cuproníquel                                              | Proof            | 100 anos da imigração japonesa no Brasil             |
|        | 5 reais     | 2010 | Prata 925/1 000                                          | Proof            | Copa do Mundo da África do Sul                       |
|        | 5 reais     | 2010 | Prata 925/1 000                                          | Proof            | 50 anos da inauguração de Brasília                   |
|        | 5 reais     | 2011 | Prata 925/1 000                                          | Proof            | 300 anos da cidade de Ouro Preto                     |
|        | 5 reais     | 2012 | Prata 925/1 000                                          | Proof            | Entrega da Bandeira Olímpica                         |
|        | 1 real      | 2012 | Aço inoxidável (núcleo) e aço revestido de bronze (anel) | Circulação comum | Entrega da Bandeira Olímpica                         |
|        | 5 reais     | 2012 | Prata 999/1 000                                          | Proof            | Ano Internacional das Cooperativas                   |
|        | 5 reais     | 2012 | Prata 925/1 000                                          | Proof            | Goiás - Patrimônio da Humanidade - UNESCO            |
|        | 1 Real      | 2014 | Aço inoxidável (núcleo) e aço revestido de bronze (anel) | Circulação comum | Jogos Olímpicos de Verão de 2016                     |
|        | 1 Real      | 2015 | Aço inoxidável (núcleo) e aço revestido de bronze (anel) | Circulação comum | Jogos Paralímpicos de Verão de 2016                  |
|        | 5 Reais     | 2014 | Prata 925/1 000                                          | Proof            | Jogos Olímpicos de Verão de 2016                     |
|        | 10 Reais    | 2014 | Ouro 900/1 000                                           | Proof            | Jogos Olímpicos de Verão de 2016                     |
|        | 1 Real      | 2015 | Aço inoxidável (núcleo) e aço revestido de bronze (anel) | Circulação comum | 50 anos do Banco Central do Brasil                   |
|        | 1 Real      | 2019 | Aço inoxidável (núcleo) e aço revestido de bronze (anel) | Circulação comum | comemoração dos 25 anos do plano real                |

Além de moedas comemorativas, a casa da moeda imprimiu até agora uma série comemorativa de cédulas apenas.

## Conversão para moedas anteriores
Para ilustrar a desvalorização da unidade monetária brasileira da época do império até a instituição do real, a lista a seguir apresenta o montante necessário para se obter R$ 1,00 (um real) em cada uma das unidades monetárias instituídas no Brasil se a conversão entre elas ainda fosse possível:[carece de fontes?]
- Cruzeiro real: CR$ 2 750 (dois mil e setecentos e cinquenta cruzeiros reais)
- Cruzeiro (1990–1993): Cr$ 2 750 000 (dois milhões e  setecentos e cinquenta mil cruzeiros)
- Cruzado novo: NCz$ 2 750 000 (dois milhões e setecentos e cinquenta mil cruzados novos)
- Cruzado: Cz$ 2 750 000 000 (dois bilhões e setecentos e cinquenta milhões de cruzados)
- Cruzeiro (1970–1986): Cr$ 2 750 000 000 000 (dois trilhões e setecentos e cinquenta bilhões de cruzeiros)
- Cruzeiro novo: NCr$ 2 750 000 000 000 (dois trilhões e setecentos e cinquenta bilhões de cruzeiros novos)
- Cruzeiro (1942–1967): Cr$ 2 750 000 000 000 000 (dois quatrilhões e setecentos e cinquenta trilhões de cruzeiros)
- Réis: 2 750 000 000 000 000:000$000 (dois quatrilhões e setecentos e cinquenta trilhões de contos de réis, sendo que 1 conto de réis é igual a 1 milhão de réis)

## Precificação de produtos com três dígitos depois da vírgula
O sistema monetário do Real prevê, para depois da vírgula, apenas duas casas de unidade monetária. É por isso que a menor moeda em circulação é a de 1 centavo. Porém, é comum ver alguns produtos aparecem precificados com até três casas de unidade monetária. Ou seja, o milésimo de um real. Por conta disso, se um produto aparecer precificado como R$ 0,045; ele deverá ser lido como quarenta e cinco milésimos de real.
Os únicos produtos que se tem notícia que foram vendidos no país em que o preço era cobrado com três dígitos após a vírgula eram a Gasolina, o Etanol, o Diesel e o GNV. Esta prática era legal, pois estava regulamentada pela Portaria n.° 30, de 6 de julho de 1994, do extinto Departamento Nacional de Combustíveis (DNC). A justificativa estava no fato de as unidades de medida, quando da compra e venda pelo revendedor, serem diferentes (a negociação para a compra é feita em metros cúbicos (m³), enquanto a venda ao consumidor é feita em litros (l)). Manter as três casas decimais neste caso evitava que os postos de gasolina arredondassem o preço para cima, e assim obtivessem lucro em cima essa conversão. Em 7 de maio de 2022, porém, essa portaria foi extinta pela 
Agência Nacional do Petróleo, Gás Natural e Biocombustíveis (ANP), com a justificativa de "deixar o preço do combustível mais preciso e claro para o consumidor, além de estar alinhado com a expressão numérica da moeda brasileira".

## Taxas de câmbio

### Taxas de câmbio históricas

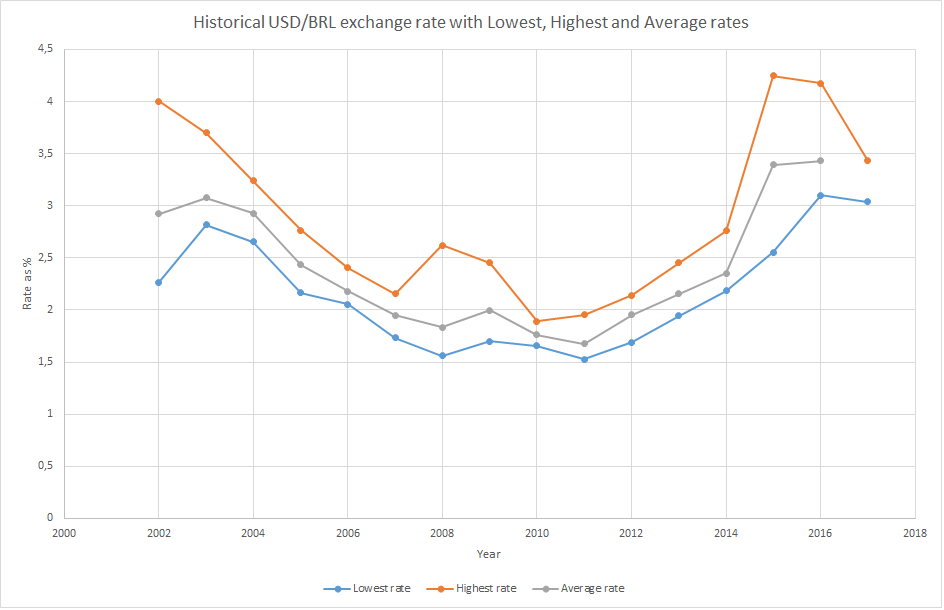
Taxa de câmbio histórica US$/BRL com taxas mínima, máxima e média

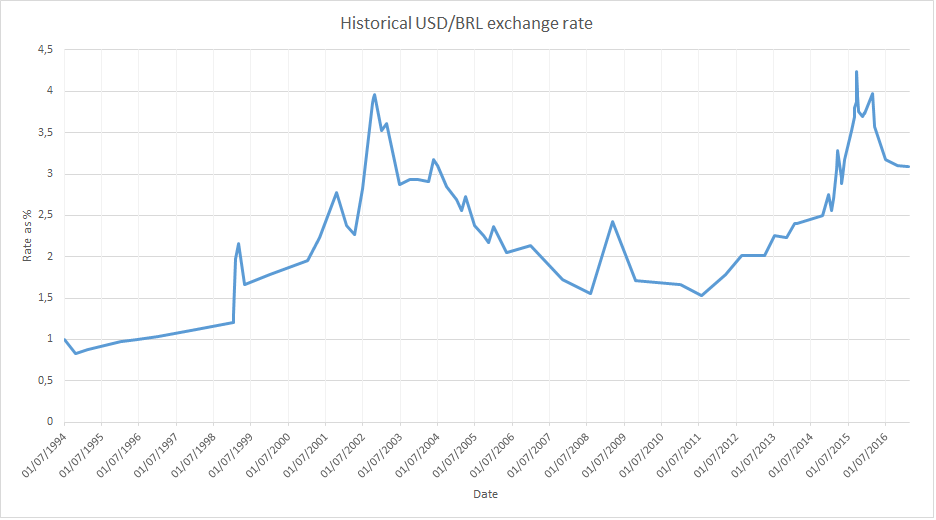
Taxa de câmbio histórica US$/BRL

O custo de um Euro em Real Brasileiro.

| 2002 | 11 de abril     | 2.2640 | 10 de outubro   | 4.0050 | 2.9221 |
| 2003 | 2 de julho      | 2.818  | 14 de fevereiro | 3.7000 | 3.0780 |
| 2004 | 30 de dezembro  | 2.6540 | 22 de maio      | 3.2420 | 2.9260 |
| 2005 | 11 de novembro  | 2.1630 | 15 de março     | 2.7660 | 2.4349 |
| 2006 | 5 de maio       | 2.0560 | 24 de maio      | 2.4050 | 2.1782 |
| 2007 | 14 de novembro  | 1.732  | 5 de janeiro    | 2.153  | 1.948  |
| 2008 | 31 de julho     | 1.5620 | 5 de dezembro   | 2.6210 | 1.8349 |
| 2009 | 15 de outubro   | 1.698  | 2 de março      | 2.4510 | 1.9974 |
| 2010 | 13 de outubro   | 1.6550 | 5 de fevereiro  | 1.8910 | 1.7603 |
| 2011 | 26 de julho     | 1.5284 | 22 de setembro  | 1.9520 | 1.6750 |
| 2012 | 29 de fevereiro | 1.6920 | 3 de dezembro   | 2.1395 | 1.9546 |
| 2013 | 11 de março     | 1.9430 | 21 de agosto    | 2.4523 | 2.1576 |
| 2014 | 10 de abril     | 2.1825 | 16 de dezembro  | 2.7614 | 2.3531 |
| 2015 | 22 de janeiro   | 2.5554 | 23 de setembro  | 4.2491 | 3.3910 |
| 2016 | 25 de outubro   | 3.1023 | 22 de janeiro   | 4.1737 | 3.4300 |
| 2017 | 16 de fevereiro | 3.0390 | 19 de maio      | 3.3703 | 3.1855 |
| 2018 | 25 de janeiro   | 3.1463 | 14 de setembro  | 4.2066 | 3.6644 |
| 2019 | 1 de fevereiro  | 3.6447 | 28 de novembro  | 4.2640 | 3.9437 |
| 2020 | 2 de janeiro    | 4.0195 | 14 de maio      | 5.8887 | 5.2420 |
| 2021 | 25 de junho     | 4.9142 | 14 de setembro  | 5.8757 | 5.3975 |

| Data       | Taxa |
| ---------- | ---- |
| 1994-07-01 | 1.00 |
| 1994-10-14 | 0.83 |
| 1995-02-15 | 0.88 |
| 1995-12-29 | 0.97 |
| 1996-06-11 | 1.00 |
| 1996-12-31 | 1.04 |
| 1997-12-31 | 1.12 |
| 1998-12-31 | 1.20 |
| 1999-01-12 | 1.21 |
| 1999-01-13 | 1.31 |
| 1999-01-29 | 1.98 |
| 1999-03-03 | 2.16 |
| 1999-04-30 | 1.66 |
| 1999-12-31 | 1.78 |
| 2000-12-31 | 1.96 |
| 2001-05-02 | 2.23 |
| 2001-10-15 | 2.78 |
| 2002-01-25 | 2.38 |
| 2002-04-12 | 2.27 |
| 2002-06-27 | 2.83 |
| 2002-09-30 | 3.87 |
| 2002-10-12 | 3.93 |
| 2002-10-22 | 3.96 |
| 2002-12-27 | 3.53 |
| 2003-02-18 | 3.61 |
| 2003-06-28 | 2.87 |
| 2003-09-30 | 2.93 |
| 2003-12-28 | 2.93 |
| 2004-03-31 | 2.91 |
| 2004-05-23 | 3.18 |
| 2004-06-28 | 3.10 |
| 2004-09-30 | 2.85 |
| 2004-12-28 | 2.69 |
| 2005-02-19 | 2.56 |
| 2005-03-26 | 2.73 |
| 2005-06-28 | 2.38 |
| 2005-09-25 | 2.26 |
| 2005-11-11 | 2.17 |
| 2005-12-28 | 2.36 |
| 2006-03-27 | 2.15 |
| 2006-05-07 | 2.05 |
| 2006-12-29 | 2.13 |
| 2007-11-07 | 1.73 |
| 2008-08-01 | 1.56 |
| 2009-03-03 | 2.42 |
| 2009-10-14 | 1.71 |
| 2010-12-30 | 1.66 |
| 2011-07-23 | 1.53 |
| 2012-03-18 | 1.79 |
| 2012-08-19 | 2.01 |
| 2013-03-31 | 2.01 |
| 2013-07-13 | 2.26 |
| 2013-11-01 | 2.23 |
| 2014-01-23 | 2.40 |
| 2014-02-06 | 2.40 |
| 2014-10-23 | 2.50 |
| 2014-12-16 | 2.75 |
| 2015-01-22 | 2.56 |
| 2015-02-02 | 2.71 |
| 2015-03-06 | 3.05 |
| 2015-03-19 | 3.29 |
| 2015-04-24 | 2.95 |
| 2015-04-28 | 2.88 |
| 2015-05-08 | 2.97 |
| 2015-05-29 | 3.18 |
| 2015-08-06 | 3.53 |
| 2015-09-01 | 3.69 |
| 2015-09-04 | 3.80 |
| 2015-09-17 | 3.88 |
| 2015-09-22 | 4.05 |
| 2015-09-24 | 4.24 |
| 2015-09-25 | 3.97 |
| 2015-10-02 | 3.94 |
| 2015-10-09 | 3.75 |
| 2015-11-20 | 3.69 |
| 2015-12-03 | 3.74 |
| 2015-12-09 | 3.73 |
| 2016-02-23 | 3.97 |
| 2016-03-13 | 3.58 |
| 2016-06-30 | 3.18 |
| 2016-10-25 | 3.10 |
| 2017-02-14 | 3.09 |
| 2017-05-30 | 3.26 |
| 2017-07-28 | 3.17 |
| 2017-10-30 | 3.25 |
| 2017-12-29 | 3.30 |
| 2018-04-30 | 3.48 |
| 2018-08-30 | 4.18 |
| 2018-12-28 | 3.87 |
| 2019-04-30 | 3.97 |
| 2019-08-30 | 4.13 |
| 2019-12-30 | 4.03 |
| 2020-02-28 | 4.49 |
| 2020-04-30 | 5.42 |
| 2020-05-13 | 5.90 |
| 2020-08-28 | 5.46 |
| 2020-12-30 | 5.19 |
| 2021-03-30 | 5.76 |
| 2021-08-30 | 5.19 |
| 2021-12-30 | 5.58 |
| 2022-04-29 | 4.91 |
| 2022-08-28 | 5.06 |
| 2022-12-30 | 5.21 |
| 2023-04-28 | 5.00 |
| 2023-08-30 | 4.86 |
| 2023-12-29 | 4.84 |
| 2024-03-28 | 4.99 |
| 2024-05-29 | 5.19 |
| 2024-06-28 | 5.55 |
| 2024-08-30 | 5.65 |
| 2024-10-30 | 5.78 |
| 2024-12-27 | 6.19 |